# Tosa (Kōchi)
Tosa (jap. 土佐市 Tosa-shi) – miasto w Japonii, w prefekturze Kōchi, na południowym wybrzeżu wyspy Sikoku. Tosa prawa miejskie uzyskało 1 stycznia 1959.
Miasto znajduje się w centrum prefektury Kōchi. Od północy graniczy z pasmem górskim Sikoku, a od południa z Oceanem Spokojnym. Na terenie Tosa znajdują się góry Kokuzō-san z najwyższym szczytem o wysokości 674,7 m n.p.m. oraz Matsuo-yama. Rzeka Niyodo przepływa przez równinę Takaoka, gdzie znajdują się pola ryżowe. Przez miasto przepływa również rzeka Hage-gawa.

## Administracja

### Burmistrzowie
- Toshio Shiomi (kwiecień 1958 – 1962)
- Nobumitsu Yamamoto (kwiecień 1962 – grudzień 1968) – przeszedł na emeryturę w połowie kadencji
- Den Itabara (luty 1969 – 1983)
- Miho Chikazoe (luty 1983 – 1991)
- Genkichi Kagoo (luty 1991 – 1995)
- Issei Gotō (luty 1995 – październik 1995)
- Yasuo Morita (29.10.1995 – 28.10.2007)
- Yoshifumi Itahara (od 29.10.2007)

## Populacja
Zmiany w populacji Tosa w latach 1970–2015:
| Rok  | Populacja |
| ---- | --------- |
| 1970 | 29 905    |
| 1975 | 30 679    |
| 1980 | 31 677    |
| 1985 | 32 147    |
| 1990 | 31 564    |
| 1995 | 30 723    |
| 2000 | 30 338    |
| 2005 | 30 011    |
| 2010 | 28 686    |
| 2015 | 27 065    |

## Miasta partnerskie
- Ebetsu
- Itatiba